# Дегурић
Дегурић је насељено место града Ваљева у Колубарском округу. Према попису из 2022. било је 343 становника.
Овде се налази Дегурићка пећина.
- Дегурић - панорама
- Дегурић - панорама
- Дегурић - панорама
- Дегурић - панорама
- Дегурић - панорама
- Дегурић - панорама

## Демографија
У насељу Дегурић живи 308 пунолетних становника, а просечна старост становништва износи 38,7 година (40,6 код мушкараца и 37,1 код жена). У насељу има 119 домаћинстава, а просечан број чланова по домаћинству је 3,21.
Ово насеље је великим делом насељено Србима (према попису из 2002. године).
|  |

| Демографија | Демографија | Демографија |
| Година      | Становника  | Становника  |
| ----------- | ----------- | ----------- |
| 1948.       | 334         |             |
| 1953.       | 351         |             |
| 1961.       | 328         |             |
| 1971.       | 306         |             |
| 1981.       | 344         |             |
| 1991.       | 386         | 385         |
| 2002.       | 383         | 383         |

| Етнички састав према попису из 2002.‍ | Етнички састав према попису из 2002.‍ | Етнички састав према попису из 2002.‍ | Етнички састав према попису из 2002.‍ | Етнички састав према попису из 2002.‍ |
| ------------------------------------ | ------------------------------------ | ------------------------------------ | ------------------------------------ | ------------------------------------ |
|                                      |                                      |                                      |                                      |                                      |
| Срби                                 | Срби                                 |                                      | 380                                  | 99,21%                               |
| Руси                                 | Руси                                 |                                      | 2                                    | 0,52%                                |
| непознато                            | непознато                            |                                      | 1                                    | 0,26%                                |

| Година пописа     | 1948. | 1953. | 1961. | 1971. | 1981. | 1991. | 2002. |
| ----------------- | ----- | ----- | ----- | ----- | ----- | ----- | ----- |
| Број домаћинстава | 62    | 68    | 72    | 79    | 92    | 120   | 119   |

| Број чланова      | 1  | 2  | 3  | 4  | 5  | 6 | 7 | 8 | 9 | 10 и више | Просек |
| ----------------- | -- | -- | -- | -- | -- | - | - | - | - | --------- | ------ |
| Број домаћинстава | 19 | 19 | 31 | 30 | 11 | 7 | 1 | 1 | 0 | 0         | 3,21   |

| Пол    | Укупно | Неожењен/Неудата | Ожењен/Удата | Удовац/Удовица | Разведен/Разведена | Непознато |
| ------ | ------ | ---------------- | ------------ | -------------- | ------------------ | --------- |
| Мушки  | 151    | 41               | 97           | 9              | 4                  | 0         |
| Женски | 174    | 42               | 99           | 26             | 6                  | 1         |
| УКУПНО | 325    | 83               | 196          | 35             | 10                 | 1         |

| Пол    | Укупно                    | Пољопривреда, лов и шумарство | Рибарство                            | Вађење руде и камена | Прерађивачка индустрија       |
| ------ | ------------------------- | ----------------------------- | ------------------------------------ | -------------------- | ----------------------------- |
| Мушки  | 84                        | 21                            | 0                                    | 0                    | 20                            |
| Женски | 65                        | 19                            | 0                                    | 0                    | 14                            |
| УКУПНО | 149                       | 40                            | 0                                    | 0                    | 34                            |
| Пол    | Производња и снабдевање   | Грађевинарство                | Трговина                             | Хотели и ресторани   | Саобраћај, складиштење и везе |
| Мушки  | 3                         | 6                             | 5                                    | 0                    | 8                             |
| Женски | 1                         | 1                             | 5                                    | 1                    | 0                             |
| УКУПНО | 4                         | 7                             | 10                                   | 1                    | 8                             |
| Пол    | Финансијско посредовање   | Некретнине                    | Државна управа и одбрана             | Образовање           | Здравствени и социјални рад   |
| Мушки  | 0                         | 4                             | 2                                    | 3                    | 1                             |
| Женски | 0                         | 4                             | 1                                    | 3                    | 6                             |
| УКУПНО | 0                         | 8                             | 3                                    | 6                    | 7                             |
| Пол    | Остале услужне активности | Приватна домаћинства          | Екстериторијалне организације и тела | Непознато            | Непознато                     |
| Мушки  | 1                         | 0                             | 0                                    | 10                   | 10                            |
| Женски | 1                         | 0                             | 0                                    | 9                    | 9                             |
| УКУПНО | 2                         | 0                             | 0                                    | 19                   | 19                            |